# Live at the Fillmore (album de Testament)
Pour les articles homonymes, voir Live at the Fillmore.
Albums de Testament
Low
(1994) Demonic (album)
(1997)
Live at the Fillmore est un album live du groupe de thrash metal américain Testament. Les quatorze premiers titres sont des titres joués en live et les trois derniers sont des versions acoustiques des titres. L'album est sorti au cours de l'année 1995 sous les labels Atlantic Records et Megaforce Records.

## Composition
- Chuck Billy: Chant
- Eric Peterson: Guitare électrique et acoustique
- James Murphy: Guitare électrique et acoustique
- Greg Christian: Basse
- Jon Dette: Batterie
- Star Nayea: Voix de fond féminine (sur les pistes 15, 16 et 17)

## Liste des morceaux
1. The Preacher – 4:20
2. Alone in the Dark – 4:36
3. Burnt Offerings – 5:14
4. A Dirge – 2:03
5. Eerie Inhabitants – 3:50
6. The New Order – 4:31
7. Low – 3:13
8. Urotsukidoji – 3:47
9. Into the Pit – 2:54
10. Souls of Black – 3:39
11. Practice What You Preach – 4:59
12. Apocalyptic City – 5:58
13. Hail Mary – 3:45
14. Dog Faced Gods – 4:46
15. Return to Serenity – 5:55
16. The Legacy – 5:16
17. Trail of Tears – 6:16